# 及川渉
及川 渉（おいかわ わたる、1954年 - )は、ランドスケープ・アーキテクトで北海道造園設計株式会社取締役会長。このほか一般社団法人ランドスケープコンサルタンツ協会理事・北海道支部長、日本造園学会北海道支部監事を歴任。
道民参加型花博「ガーデンアイランド北海道」の理事をつとめた。この活動は、のちに北海道ガーデン街道やガーデン・ツーリズムへと繋がる。
コンサルタンツ協会北海道支部長としては関連する緑化団体とともに北海道での造園CPD認定プログラムとなる事業を開催して造園系従事者を支援していく。

## 参考
1. 1 2 3  第42 回北村賞
2. ↑  “平成22年度 日本造園学会 北海道支部役員”. jila-hokkaido.com. 2021年2月15日閲覧。
3. ↑  “北海道造園設計株式会社｜Baseconnect”. baseconnect.in. 2021年2月15日閲覧。
4. ↑  “支部長が選任されました｜最新ニュース｜【公式】一般社団法人 ランドスケープコンサルタンツ協会”. www.cla.or.jp. 2021年2月15日閲覧。
5. ↑  “平成22年度 日本造園学会 北海道支部役員”. jila-hokkaido.com. 2021年2月15日閲覧。
6. ↑  “ガーデンアイランド北海道とは”. Garden Island Hokkaido. 2021年2月15日閲覧。